# 阿拉馬奇 (新澤西州)
阿拉馬奇（英語：Allamuchy）是位於美國新澤西州沃倫縣的普查規定居民點。

## 人口
根據2020年美國人口普查的數據，阿拉馬奇的面積為6.69平方千米，當中陸地面積為6.67平方千米，而水域面積為0.01平方千米。當地共有人口156人，而人口密度為每平方千米23.32人。